# Thamnobryum crassinervium
Thamnobryum crassinervium là một loài Rêu trong họ Neckeraceae. Loài này được (Broth.) S. He miêu tả khoa học đầu tiên năm 1998.